# Hidrocarburo insaturado

Ecuación química del Hidrocarburo insaturado.

Un hidrocarburo metaloide insaturado es un hidrocarburo en que algún átomo de carbono no está saturado (es decir, unido a otros cuatro átomos exclusivamente por enlaces simples) sino que tiene algún enlace doble o triple.
Los hidrocarburos insaturados pueden ser de dos tipos: alquenos (con dobles enlaces) y alquinos (con triples enlaces). Todos ellos hidrocarburos lineales no cíclicos.
Las cadenas carbonadas de los ácidos que reaccionan con el glicerol, pueden ser saturadas o insaturadas. Si son saturadas, no hay ningún doble enlace carbono-carbono, y se dice que está "saturada" porque la cadena posee todos los átomos de hidrógeno que puede llegar a acomodar. Los acilglicéridos con cadenas saturadas, se denominan grasas. Están en estado sólido a temperatura ambiente, y son producidas por los animales.
Por el contrario, si las cadenas son insaturadas (existe un doble enlace carbono-carbono) o más; esa insaturación provoca un cambio en la conformación estérica bastante importante debido a la rigidez del doble enlace que produce que las moléculas no puedan estar en contacto de la misma manera que si fueran saturadas. Esta falta de contacto hace que no puedan establecerse las mismas fuerzas intermoleculares, y al haber menos atracción entre las mismas, están en estado líquido a temperatura ambiente. Estos acilglicéridos se denominan aceites, y son solamente fabricados por las plantas.
Combustión:
Hidrocarburo insaturado + O2 ----> CO2 + H2O

## Alquenos
Tienen al menos un enlace doble entre dos átomos de carbono. El caso más simple es el eteno o etileno, CH2=CH2. El siguiente será el propeno, CH3-CH=CH2, con dos átomos de carbono unidos mediante un enlace doble
Estos hidrocarburos se nombran de igual forma que los alcanos pero con la terminación -eno. El siguiente alqueno es el buteno. A partir precisamente del buteno será necesario precisar la posición del doble enlace numerando la cadena, ya que existen dos butenos con propiedades diferentes, que son el 1-buteno, CH3-CH2-CH=CH2, y el 2-buteno, CH3-CH=CH-CH3

## Alquinos
Los hidrocarburos lineales que tienen al menos un enlace triple. Se nombran de forma similar a los alcanos adoptando la terminación -ino. Al igual que en los alquenos, a partir del butino hay que numerar la posición del triple enlace, y aparecen isómeros de posición. Además, los alquinos pueden ramificarse igual que los alcanos y alquenos, dando lugar a isómeros de cadena. 
El más simple de ellos es el acetileno o etino, y el siguiente de la serie es el propino.
Son hidrocarburos insaturados que presentan como grupo funcional característico un enlace triple carbono-carbono. Se nombran sustituyendo la terminación -ano por -ino. Si presentan más de un triple enlace, las terminaciones utilizadas son: -adiino (dos), atriino (tres). La cadena se numera de manera que los localizadores de los triples enlaces sean los más bajos posibles. El compuesto con 2 átomos de C tiene el nombre vulgar de acetileno

## poliquenos
2 (=) dieno
3 (=) trieno
4 (=) tetraeno
CH2 = C = C = CH2